# Giro di Campania 1989
Il Giro di Campania 1989, cinquantasettesima edizione della corsa, si svolse il 7 marzo 1989 su un percorso di 225,6 km. La vittoria fu appannaggio dell'italiano Luciano Rabottini, che completò il percorso in 5h59'13", precedendo i connazionali Franco Ballerini ed Alberto Volpi.

## Ordine d'arrivo (Top 10)
| Pos. | Corridore          | Squadra                   | Tempo    |
| ---- | ------------------ | ------------------------- | -------- |
| 1    | Luciano Rabottini  | Ariostea                  | 5h59'13" |
| 2    | Franco Ballerini   | Malvor-Sidi               | s.t.     |
| 3    | Alberto Volpi      | Château d'Ax Salotti      | s.t.     |
| 4    | Camillo Passera    | Château d'Ax Salotti      | s.t.     |
| 5    | Edward Salas       | Polli-Mobiexpert          | s.t.     |
| 6    | Maurizio Fondriest | Del Tongo-Mele Val di Non | s.t.     |
| 7    | Acácio da Silva    | Carrera-Vagabond          | s.t.     |
| 8    | Roberto Gusmeroli  | Atala-Campagnolo          | s.t.     |
| 9    | Marco Vitali       | Atala-Campagnolo          | s.t.     |
| 10   | Fabio Roscioli     | Ariostea                  | s.t.     |